# Солошу
Со́лошу (Солоши; устар. Солошское латыш. Sološu ezers; Са́лошу, латыш. Salošu ezers) — эвтрофное озеро в Лаудерской волости Лудзенского края Латвии. Относится к бассейну Великой.
Располагается юго-западнее Зилупе, на восточной окраине Разнавского всхолмления Латгальской возвышенности. Уровень уреза воды находится на высоте 132,3 м над уровнем моря. Озёрная котловина прямоугольной формы. Акватория вытянута в субмеридиональном направлении на 1,6 км, шириной — до 0,9 км. Площадь водной поверхности — 88,5 га, вместе с двумя островами общая площадь озера равняется 100,5 га. Средняя глубина составляет 2,7 м, наибольшая — 4,8 м, достигается в северной части озера. Дно волнистое, песчаное, на юго-западе илистое. Площадь водосборного бассейна — 3,8 км². Сток идёт на юго-запад через канаву в Истру, впадающую в Зилупе — приток Великой.